# Kultna podoba
V čaščenju vere je kultna podoba od človeka narejen predmet, ki je čaščen ali oboževan kot božanstvo, duh ali demon, ki ga uteleša ali predstavlja. Cultus, zunanja verska oblika "kulta" (kar pomeni verski običaj, v nasprotju s slabšalnim izrazom za potencialno nevarno "novo religijo"), se pogosto osredotoča na obdelavo kultnih podob, ki jih lahko oblačijo, hranijo ali jih nosijo v procesijah, itd. Verske podobe pokrivajo širšo paleto vseh vrst podob, izdelanih z verskim namenom, tematiko ali povezavo. V mnogih kontekstih »kultna podoba« posebej pomeni najpomembnejšo podobo v templju, ki jo hranijo v notranjem prostoru, v nasprotju s tem, kar lahko vsebuje veliko drugih podob, ki okrašujejo tempelj.
Izraz idol je pogosto sinonim za kultno podobo,, vendar se lahko uporablja predvsem za kultno podobo, ki je pri nekaterih primitivnih ljudstvih kip ali podoba, ki predstavlja kak ideal ali božanstvo. Včasih se zdi, da ima podoba svojo lastno moč, da izpolni želje ali kako drugače vpliva na svet. V kulturah, kjer se idolatrija ne gleda negativno, se beseda idol po navadi ne obravnava slabšalno.
Kult podobe je praksa čaščenja ali spoštovanja verskih ali kultnih podob, ki predstavljajo božansko osebnost. Pogosta v številnih starodavnih religijah, se praksa danes najbolj vidno nadaljuje v hinduizmu. Abrahamske religije vse posebej prepovedujejo idole in idolatrijo; vse so imele notranje razlike in spore glede tega, kaj pomeni pravilna ali nepravilna uporaba podob v religiji in mnoge Abrahamske verske sekte uporabljajo ali častijo slike z različnimi stopnjami radovednosti.
Na splošno je prepričanje, da je sama podoba predmet čaščenja in je sama ali pa uteleša duh z inherentnimi močmi, težko preveriti, kdaj je religiozni kontekst natančno preučen ali pa ga je treba držati na priljubljeni ravni, duhovniške religije. Vendar pa so trditve drugih izven verske skupine, na katere se nanaša to prepričanje, pogoste.

## Stari Egipt
Kultne podobe so bile v Starem Egiptu splošno prisotne in še vedno sodijo v sodobni kemetizem (ali egipčanski neopaganizem). Splošni primer kultne podobe v starodavnem Egiptu je bil Apis bik, dobro znano zasmehovan v Mojzesovi knjigi (Exodus). Izraz je pogosto omejen na sorazmerno majhne podobe, običajno v zlatu, ki so živeli v naosih v notranjem svetišču egipčanskih templjev, ki so bili posvečeni temu bogu (razen če so bili na ceremonialnih sprehodih, pravijo, da so obiskali svojega zakonca). Te podobe so običajno pokazale boga v njihovi sveti barki ali čolnu; noben od njih ni ohranjen.

## Klasična Grčija in Rim
Partenon je vseboval kultno podobo Atene, grške boginje civilizacije in plemenite strani vojne. To kultno podobo, znano kot Atena Partenos, je ustvaril Fidija, kipar in vodja nadzornikov za izgradnjo Partenona. Ta kultna podoba je bila uporabljena za verske žrtve v tem Ateninem templju.
V grški in rimski mitologiji je bil "paladij" kultna podoba, od katere je bila odvisna varnost mesta, zlasti lesen kip (hoanon) Atene Palade, ki sta ga Odisej in Diomed ukradla iz citadele v Troji in ga je pozneje Enej prinesel v mesto Rim. Rimska zgodba je povezana z Vergilijevo Eneido in drugimi deli

## Hinduizem
Hinduizem omogoča mnoge oblike čaščenja  in zato ne predpisuje niti prepoveduje molitve potob (murti). V hinduizmu se murti  običajno nanaša na podobo, ki izraža Božanski duh (murta). Morda je dobesedno »utelešenje«, murti je predstavitev božanstva, ki je po navadi iz kamna, lesa ali kovine, ki služi kot sredstvo, preko katerega se lahko častijo božanskost. Hindujci menijo, da je murti vreden, da služi kot osredotočenje božanskega čaščenja šele potem, ko se v njem uveljavlja božanstvo z namenom, da bi ponudili čaščenje . Prikaz božanskosti mora odražati geste in deleže, opisane v verskih običajih.

## Nasprotje od Abrahamovih religij
Člani abrahamskih religij identificirajo kultne podobe kot "idole" in njihovo bogoslužje kot "idolatrijo", čaščenje votlih oblik. Paradoks, ki je del čaščenja kultnih podob, je bil klasičen izraz v knjigi Izaija:
Njihova dežela je polna idolov; častijo delo svojih rok, tisto, kar so naredili njihovi prsti— Izak, 2.8, se odraža v Izak 17.8.
Izogibanje takšnemu ponižujočemu paradoksu je bilo izraženo v zgodnji krščanski ideji o čudežnih ikonah, ki jih človeške roke niso naredile, akheiropoietoi. Katoliški in vzhodni pravoslavni kristjani so izjema glede čaščenja slik svetnikov, ki jih ne štejejo za oboževanje ali latrio. Beseda idol je prilagojena v cerkveno latinščino iz grškega eidolon (»videz«, ki se je pozneje razširil na »mentalno podobo, privid, fantom«). Grški eidos so uveljavili Platon in Platonisti, da bi označili popolne nespremenljive "oblike".

## V Meki
Proti koncu pred-islamske dobe v arabskem mestu Meka je doba, ki jo sicer poznajo muslimani, kot جاهلية ali al-Jahiliyah, poganski ali predislamski, trgovci v Meki so nadzirali sveto Kaabo in s tem uravnavali nadzor nad njimi in tudi nad samim mestom. Lokalna plemena na Arabskem polotoku, so prišla v ta center trgovanja, da bi svoje idole postavili v Kaabo, in jim ob tem zaračunavali desetino. S tem so pomagali trgovcem iz Meke, da so bogateli, pa tudi zagotavljali plodno vzdušje za trgovino in prepletene odnose v relativnem miru.
Število in narava božanstev v predislamski mitologiji sta vzporedni s številom drugih politeističnih kultur. Nekateri so bili uradni bogovi drugi bolj zasebnega značaja.
Mohamedovo pridiganje je povzročilo jezo poganskih trgovcev, kar je povzročilo, da so se pritožili zoper njega. Nasprotovanje njegovim naukom je postalo tako nestabilno, da so bili Mohamed in njegovi privrženci prisiljeni iz Meke pobegniti v Medino za zaščito. To je vodilo do oboroženih spopadov in sprožilo številne bitke, ki so jih osvojili in izgubili, kar je končno doseglo vrhunec v osvojitvi Meke v letu 630. Po tem je Mohamed naredil tri stvari. Prvič, s svojimi spremljevalci je obiskal Kaabo in dobesedno vrgel idole in jih uničil, s čimer je odstranil znake Jahiliyyah iz Kaabe. Drugič, naročil je gradnjo mošeje okoli Kaabe, prve al-Masjid al-Haram (Sveta mošeja) po rojstvu islama. Tretjič, Mohamed je veličastno spoštoval vse tiste, ki so dvignili orožje zoper njega. Z uničenjem idolov in izgradnjo al-Masjid al-Haram je bila uvedena nova doba – doba islama.

## Krščanstvo
Krščanske podobe, ki so jih častili, se imenujejo ikone. Kristjani, ki častijo ikone, jasno izražajo razliko med »spoštovanjem« in »čaščenjem«.
Uvedba častitljivih podob v krščanstvu je bila stoletja zelo sporna, v vzhodnem pravoslavju pa se je polemika zaostrila, dokler ni ponovno izbruhnila v času bizantinskega ikonoklazma v 8. in 9. stoletju. Verska monumentalna skulptura je ostala tujka pravoslavju. Na zahodu je odpor do oboževanja idolov za stoletja odložil uvajanje kiparskih podob, do časa Karla Velikega, čigar postavitev Križanja v naravni velikosti v Palatinski kapeli v Aachenu je verjetno odločilen trenutek, ki je vodil k široki uporabi monumentalnih reliefov na cerkve in kasneje velikih kipov.
Libri Carolini (Karlova knjiga - Delo kralja Karla proti sinodi; delo v štirih knjigah, sestavljenih na ukaz karla Velikega okrog leta 790, da bi zavrnil domnevne sklepe bizantinskega drugega nicejskega koncila (787), še posebej kar se tiče njegovih dejanj in odločb v zvezi s svetimi podobami), nekako karolinško nasprotje pravoslavnim stališčem, je razkril, kakšen je katoliški položaj glede čaščenja podob, jim je podoben, a daje nekoliko manj pomemben prostor kot v vzhodna pravoslavna cerkev.
Okrepljeni patos pesmi Stabat Mater, v realizmu prevzame telesno obliko in s simpatičnostjo občutek bolečine v tipičnem zahodnoevropskem korpusu (predstavitvi Jezusovega križnega telesa) v središču 13. stoletja. »Tema Kristusovega trpljenja na križu je bila v gotski umetnosti tako pomembna, da je statut pariških korporacij sredi 13. stoletja zagotovili ceh, ki je bil posvečen rezbarjenju takšnih podob, tudi takih v slonovini.« 
Reformacija iz 16. stoletja je povzročila razpoke v čaščenju podob, zlasti v Angliji, na Škotskem, Irskem, v Nemčiji, Švici, v državah današnjega Beneluksa (Beeldenstorm – 'nevihta nad slikami' na Nizozemskem) in v Franciji. Uničenje tridimenzionalnih podob je bilo običajno blizu popolnega, še posebej podobe Device Marije in svetnikov, ikonoklasti (»uničevalci podob«) so  razbili tudi predstavitve svetih figur v vitražnih oknih in drugih podobah. Nadaljnje uničenje kultnih podob, anatema-prekletstvo Puritancev, se je zgodilo med angleško državljansko vojno. Manj ekstremni prehod se je zgodil po vsej severni Evropi, v kateri so nekdanje katoliške cerkve postale protestantske. V njih je bil corpus (Kristusovo telo) odstranjeno iz razpela, ostal je goli križ, zidove pa so pobelili preko religioznih podob.
Katoliške regije Evrope, zlasti umetniška središča, kot sta Rim in Antwerpen, so se odzvale na ikonoklazem protireformacijo in obnovo čaščenih podob, čeprav so prepovedale nekatere bolj domišljijske srednjeveške ikonografije. Čaščenje Device Marije je v praksi in podobah uspevalo. Nova svetišča, kot je v rimska Santa Maria Maggiore, so bila zgrajena za srednjeveške čudežne ikone kot del tega trenda.

## Džainizem
V džainizmu Tirtankar (poučevanje bogov) predstavlja pravi cilj vseh ljudi. Njihove kvalitete častijo džainisti. Podobe, ki prikazujejo katerega koli izmed štiriindvajsetih Tirtankarjev, so postavljene v templje. Ni prepričanja, da je sama podoba drugačna kot predstavitev bitja, ki ga predstavlja. Tirtankar se ne more odzvati na takšno čast, ampak lahko deluje kot meditativna pomoč. Čeprav je večina čaščenja v obliki molitev, hvalnic in recitacij, idol včasih ritualno kopajo, pogosto pa dobi tudi darila. Obstaja osem vrst daril, ki predstavljajo osem vrst karm. Ta oblika spoštovanja ni osrednje načelo vere.

## Šintoizem
V šintoizmu se kultne podobe imenujejo šintai. Najzgodnejši zgodovinski primeri so bili naravni predmeti, kot so kamni, slapovi, drevesa ali gore, kot je Fudži, medtem ko je velika večina predmetov, ki jih je ustvaril človek, so meči, dragulji ali zrcala. Namesto, da bi bili reprezentativni ali del kami (duhovi ali pojavi, ki se častijo v religiji), so šintai obravnavani kot odlagališče, v katerem lahko začasno prebiva bistvo takih duhov, da bi ljudje lahko dostopali do čaščenja. V šintoizmu imenovana kanjō, se lahko uporablja za širjenje bistva kami v drug šintai, kar omogoča istemu božanstvu, da se nahaja v več svetiščih.